# ブラック嶋田
ブラック嶋田（ブラック しまだ、本名:嶋田義成）は、富山県下新川郡入善町出身の手品師、漫談家、タレント。渚マジックプロジェクト所属。
　

## 略歴
1973年、マジシャンとしてデビュー。1982年9月18日に『お笑いスター誕生!!』に初登場。手品を使った漫談で人気を博した。現在もテレビをはじめ各種メディア、ディナーショー、結婚式、パーティー等にて活躍中。嫌煙家。
- 1992年6月:第51回国立演芸場花形演芸会金賞。
- 1995年:日本奇術協会主催、世界大会国内予選にてグランプリを獲得。世界大会の日本代表となる。
- 2000年7月:ポルトガルで開催された世界大会コミック部門にて第4位となる。
- 2000年:日本ベストマジシャン。
- 2001年9月:パラオ大統領就任式および独立記念日に大統領官邸にて「たばこマジック」を披露。
- 2002年:日本テレビ「笑点」出演。
- 2004年:日本テレビ「ダウンタウンのガキの使いやあらへんで!!」出演。
- 2005年:TBSテレビ「ぴったんこカンカン」出演。
- 2010年:TBSテレビ「あらびき団」(第127回)出演。